# Xu Haifeng (Sportschütze)
Xu Haifeng (chinesisch 许海峰, Pinyin Xǔ Hǎifēng; * 1. August 1958 in Zhangzhou, Fujian) ist ein chinesischer Sportschütze. Er wurde 1984 der erste chinesische Olympiasieger.

## Erfolge
Xu gewann bei den Olympischen Sommerspielen 1984 in Los Angeles im 50 Meter Pistolenschießen die Goldmedaille. Auch den dritten Platz in diesem Wettbewerb belegte ein chinesischer Schütze. 1988 gewann Xu bei den Olympischen Sommerspielen von Seoul die Bronzemedaille mit der Luftpistole über 10 Meter. Mit der Freien Pistole über 50 Meter wurde er einmal und mit der Luftpistole über 10 Meter zweimal Asienmeister. Sowohl 1986 als auch 1990 sicherte er sich mit der Freien Pistole bei den Asienspielen die Goldmedaille.
Nach dem Ende seiner aktiven Karriere 1995 wurde er Nationaltrainer im chinesischen Schützenverband. Xu ist verheiratet und hat eine Tochter.
Bei den Olympischen Sommerspielen 2008 in Peking war er der erste Fackelläufer für die Eröffnungsfeier im Vogelnest genannten Olympiastadion von Peking.